# Гора (Тотемский район)
Гора — деревня в Тотемском районе Вологодской области.
Входит в состав Вожбальского сельского поселения, с точки зрения административно-территориального деления — в Вожбальский сельсовет.
Расстояние по автодороге до районного центра Тотьмы — 44 км, до центра муниципального образования деревни Кудринская — 1 км.
По данным переписи в 2002 году постоянного населения не было.